# Associazione Calcio Reggiana 1945-1946
Questa voce raccoglie le informazioni riguardanti l'Associazione Calcio Reggiana nelle competizioni ufficiali della stagione 1945-1946

## La stagione
Si riprende a pochi mesi dalla fine della guerra col Mirabello da sistemare (la tribuna era stata danneggiata dai bombardamenti). Alla guida della società è l'avvocato Mario Curti che cede il centravanti Zecca al Venezia, poi la Reggiana viene prelevata da Carletto Visconti, titolare di un'azienda di formaggi, ma proveniente da Varese, e con lui è l'imprenditore di pelli Gino Lari.
La Reggiana partecipa al campionato misto di C-B. L'ossatura è quella dell'anteguerra, con Vasirani tra i pali, Colombi o Giaroli e Milo Campari terzini, poi Panciroli, rientrato a Reggio, con Alvigini al centro della mediana, che sarà poi raggiunto da Livio Spaggiari, poi Testoni o Carlo Benelli. In avanti Otello Bonacini, con Violi, al centro della prima linea il nuovo acquisto Losi, poi il bagnolese Ganassi e Casarini.
La Reggiana ottiene l'ammissione alla serie B (nel derby di Parma del 31 marzo i granata vincono nettamente con due gol di Panciroli) e si qualifica per le finali. Niente da fare per la promozione in A che ottiene l'Alessandria, sconfitta al Mirabello per 1 a 0, ma che stravince l'ultima al Moccagatta per 5 a 0. La classifica finale è Alessandria a 15 punti, seguita dalla Pro Patria a 11, Vigevano 10, Reggiana 9, Cremonese 8 e Padova 7.

## Divise
| Prima divisa |

## Rosa
| N. |                   | Ruolo | Calciatore          |
| -- | ----------------- | ----- | ------------------- |
|    | Italia (bandiera) | C     | Pier Luigi Alvigini |
|    | Italia (bandiera) | D     | Carlo Benelli       |
|    | Italia (bandiera) | A     | Otello Bonacini     |
|    | Italia (bandiera) | D     | Milo Campari        |
|    | Italia (bandiera) | A     | Emilio Cantarelli   |
|    | Italia (bandiera) | A     | Antonio Casarini    |
|    | Italia (bandiera) | D     | Giulio Colombi      |
|    | Italia (bandiera) | A     | Bruno Falchetto     |
|    | Italia (bandiera) | C     | Luigi Ganassi       |
|    | Italia (bandiera) | C     | Bruno Garbarino     |
|    | Italia (bandiera) | D     | Gino Giaroli        |

| N. |                   | Ruolo | Calciatore          |
| -- | ----------------- | ----- | ------------------- |
|    | Italia (bandiera) | A     | Omero Losi          |
|    | Italia (bandiera) | P     | Livio Martinelli    |
|    | Italia (bandiera) | C     | Athos Panciroli     |
|    | Italia (bandiera) | D     | Natale Pellino      |
|    | Italia (bandiera) | D     | Giacinto Recalcati  |
|    | Italia (bandiera) | C     | Umberto Romanini    |
|    | Italia (bandiera) | C     | Francesco Spaggiari |
|    | Italia (bandiera) | D     | Livio Spaggiari     |
|    | Italia (bandiera) | C     | Dino Testoni        |
|    | Italia (bandiera) | P     | Gino Vasirani       |
|    | Italia (bandiera) | A     | Alcide Ivan Violi   |

## Risultati

### Serie B-C Alta Italia (girone C)

#### Girone di andata
| Padova 14 ottobre 1945 1ª giornata | Padova            | 0 – 0 | Reggiana | Stadio Silvio Appiani\| Arbitro: \| Coletti (Treviso) \| |
| Arbitro:                           | Coletti (Treviso) |       |          |                                                          |

| Arbitro: | Franchini (Modena) |

|         |           |  |
| Losi 6’ | Marcatori |  |

| Arbitro: | Moradei (Firenze) |

|                         |           |                                                |
| Bertoli 61’ Magrini 87’ | Marcatori | 17’ Ganassi 35’ (aut.) Pian 50’ Violi 57’ Losi |

| Arbitro: | Grattarola (Bologna) |

|                       |           |               |
| Losi 17’ Casarini 43’ | Marcatori | 61’ Montanari |

| Suzzara 18 novembre 1945 5ª giornata | Suzzara          | 0 – 0 | Reggiana | Campo Sportivo Comunale\| Arbitro: \| Tassini (Verona) \| |
| Arbitro:                             | Tassini (Verona) |       |          |                                                           |

| Arbitro: | Fornari (Bologna) |

|                       |           |  |
| Casarini 45’ Losi 76’ | Marcatori |  |

| Arbitro: | Pizzato (Monfalcone) |

|                |           |              |
| Conti 44’, 87’ | Marcatori | 65’ Casarini |

| Arbitro: | Bandini (Milano) |

|                      |           |  |
| Losi 31’ Ganassi 49’ | Marcatori |  |

| Arbitro: | Venutti (Trieste) |

|                               |           |  |
| Bortoletto 37’ Del Grosso 82’ | Marcatori |  |

| Arbitro: | Clemente (Gorizia) |

|               |           |                        |
| D'Odorico 17’ | Marcatori | 55’, 76’, 88’ Bonacini |

| Arbitro: | Sorbi (Genova) |

|  |           |             |
|  | Marcatori | 40’ Verderi |

#### Girone di ritorno
| Reggio Emilia 20 gennaio 1946 12ª giornata | Reggiana         | 0 – 0 | Padova | Stadio Mirabello\| Arbitro: \| Carpani (Milano) \| |
| Arbitro:                                   | Carpani (Milano) |       |        |                                                    |

| Arbitro: | Galeati (Bologna) |

|                   |           |               |
| Ortali 37’ (rig.) | Marcatori | 12’ Falchetto |

| Arbitro: | Fornari (Bologna) |

|                  |           |             |
| Violi 89’ (rig.) | Marcatori | 79’ Magrini |

| Ferrara 10 febbraio 1946 15ª giornata | SPAL              | 0 – 0 | Reggiana | Stadio Comunale\| Arbitro: \| Zelocchi (Modena) \| |
| Arbitro:                              | Zelocchi (Modena) |       |          |                                                    |

| Arbitro: | Donati (Milano) |

|                    |           |               |
| Violi 18’ Losi 21’ | Marcatori | 55’ Marmiroli |

| Arbitro: | Bellè (Venezia) |

|                                                          |           |  |
| Margarita 49’, 67’ Corbelli 52’ Matassoni 86’ Lucchi 88’ | Marcatori |  |

| Arbitro: | Scorzoni (Bologna) |

|                  |           |           |
| Violi 65’ (rig.) | Marcatori | 6’ Pisani |

| Arbitro: | Mantovani (Poggio Rusco) |

|  |           |                                                  |
|  | Marcatori | 42’ Ganassi 54’, 81’ Bonacini 67’, 72’ Panciroli |

| Arbitro: | Mondani (Milano) |

|                  |           |             |
| Casarini 8’, 67’ | Marcatori | 49’ Verdini |

| Arbitro: | Morielli (Genova) |

|                                     |           |  |
| Panciroli 53’ Ganassi 63’ Violi 88’ | Marcatori |  |

| Arbitro: | Matucci (Seregno) |

|  |           |                    |
|  | Marcatori | 28’, 47’ Panciroli |

### Girone finale
| Arbitro: | Bonivento (Venezia) |

|                    |           |  |
| Buscaglia 63’, 68’ | Marcatori |  |

| Reggio Emilia 5 maggio 1946 2ª giornata | Reggiana         | 0 – 0 | Pro Patria | Stadio Mirabello\| Arbitro: \| Silvano (Torino) \| |
| Arbitro:                                | Silvano (Torino) |       |            |                                                    |

| Arbitro: | Massironi (Milano) |

|                 |           |              |
| Barera 56’, 82’ | Marcatori | 72’ Casarini |

| Arbitro: | Matucci (Seregno) |

|                      |           |  |
| Coppola 49’ Polo 70’ | Marcatori |  |

| Arbitro: | Pizzato (Venezia) |

|          |           |  |
| Losi 44’ | Marcatori |  |

| Arbitro: | Canavesio (Torino) |

|                       |           |               |
| Casarini 59’ Losi 70’ | Marcatori | 19’ Buscaglia |

| Arbitro: | Buratti (Milano) |

|                    |           |  |
| Giaroli 39’ (aut.) | Marcatori |  |

| Arbitro: | Tassini (Verona) |

|                                       |           |  |
| Violi 58’ Cantarelli 76’ Casarini 87’ | Marcatori |  |

| Arbitro: | Mondani (Milano) |

|          |           |  |
| Losi 72’ | Marcatori |  |

| Arbitro: | Matucci (Seregno) |

|                                                  |           |  |
| Frugali 6’ Rampini 16’, 46’ Rosso 58’ Arezzi 60’ | Marcatori |  |